# Szung Csen-cung kínai császár
Csen Cung (968. december 23. – 1022. március 3.) kínai császár 997-től haláláig.
II. Taj Cung fiaként született, és édesapja halála után jutott a trónra. Uralkodása alatt megszilárdította a konfucianizmust, és békét kötött az északi kitaj nomád törzsekkel, véget vetve a több évtizede zajló háborúskodásnak. A San-jüani szerződés értelmében a Szung-udvar kénytelen volt elismerni az északi területeket elvesztését.
A császár égi kinyilatkoztatásokra hivatkozva új kultuszok bevezetését rendelte el, amelyek a korábban rivalizáló konfuciánus és buddhista tanok fúziójára vezettek. Ugyanakkor növelte a konfucianizmus befolyását, mert 1011-ben elrendelte, hogy minden körzeti központban szentélyeket emeljenek Konfuciusz tiszteletére. Ezek a reformok segítették a császár legitimációját.
Csen Cung  elméje az uralkodása végére gyakorlatilag elborult, így felesége gyakorolta a hatalmat. A császár 25 évnyi uralkodás után, 53 évesen halt meg. A trónon fia, I. Zsen Cung követte.